# Mafrak kormányzóság

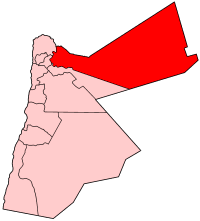
Mafrak kormányzóság elhelyezkedése Jordánián belül

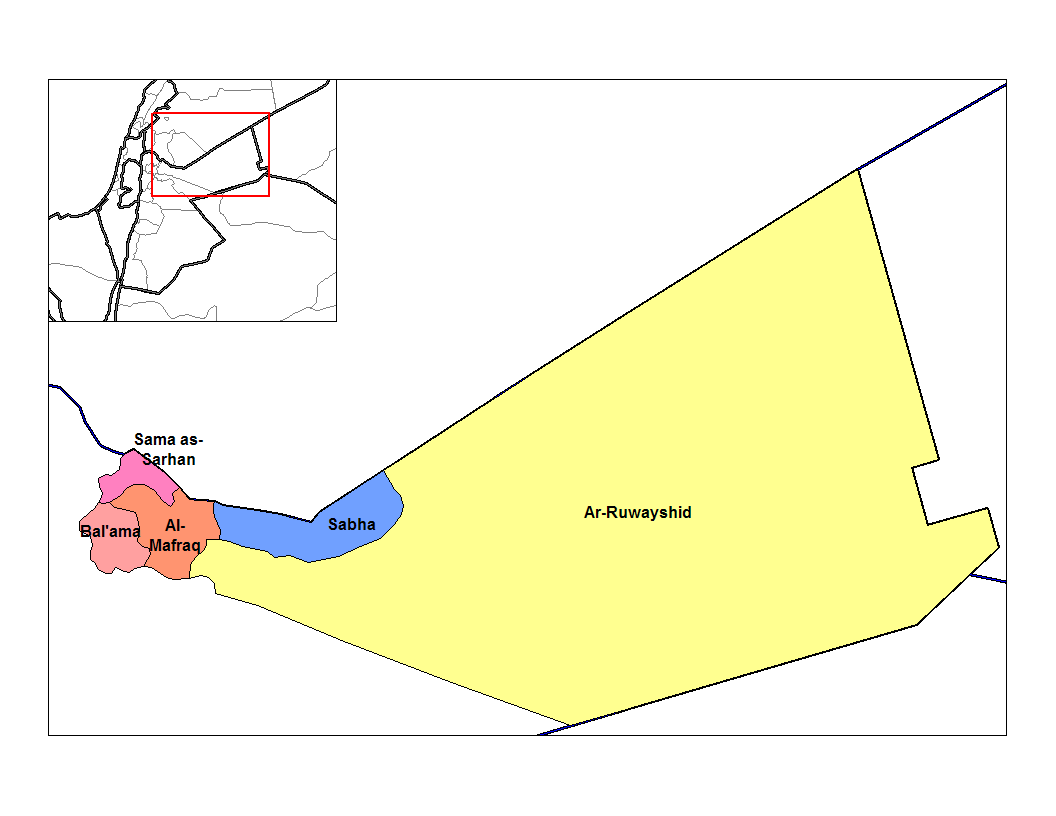
A tartomány körzetei

El-Mafrak kormányzóság (arabul محافظة المفرق [Muḥāfaẓat al-Mafraq]) Jordánia tizenkét kormányzóságának egyike. Az ország északkeleti részén fekszik. Északon Szíriával, keleten Irakkal, délkeleten Szaúd-Arábiával, délnyugaton ez-Zarká kormányzósággal, nyugaton pedig Dzseras és Irbid kormányzósággal határos. Székhelye el-Mafrak városa. Területe 26 435 km², népessége 245 665 fő. Négy körzetre (livá) oszlik (Északi Bádija, Északnyugati Bádija, el-Mafrak, er-Ruvajsid).